# Liste der Baudenkmäler in Winterhausen
Auf dieser Seite sind die Baudenkmäler in dem unterfränkischen Markt Winterhausen zusammengestellt. Diese Tabelle ist eine Teilliste der Liste der Baudenkmäler in Bayern. Grundlage ist die Bayerische Denkmalliste, die auf Basis des Bayerischen Denkmalschutzgesetzes vom 1. Oktober 1973 erstmals erstellt wurde und seither durch das Bayerische Landesamt für Denkmalpflege geführt wird. Die folgenden Angaben ersetzen nicht die rechtsverbindliche Auskunft der Denkmalschutzbehörde.

## Ensemble Ortskern Winterhausen

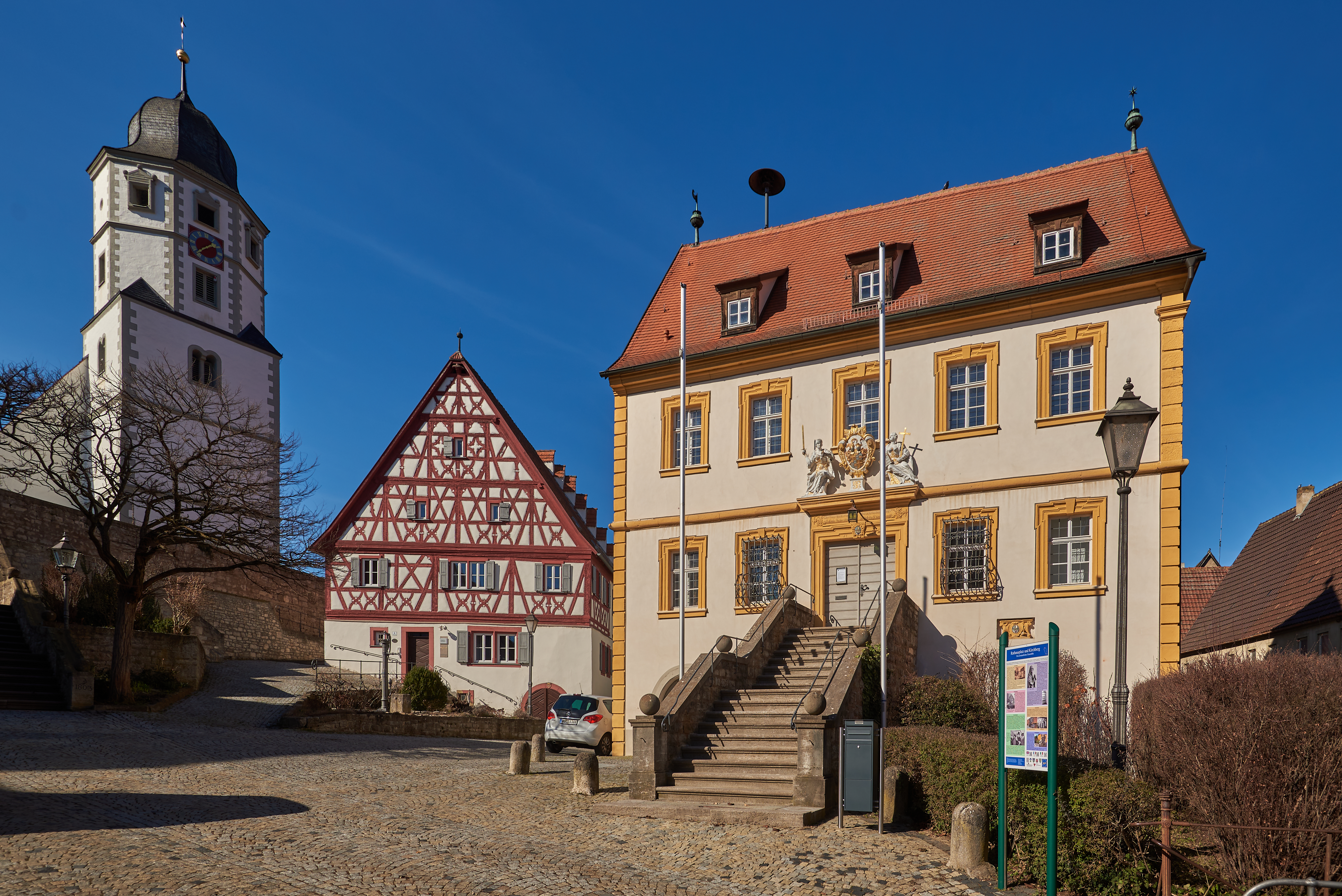
St. Nikolaus, Rathausplatz 4, 2

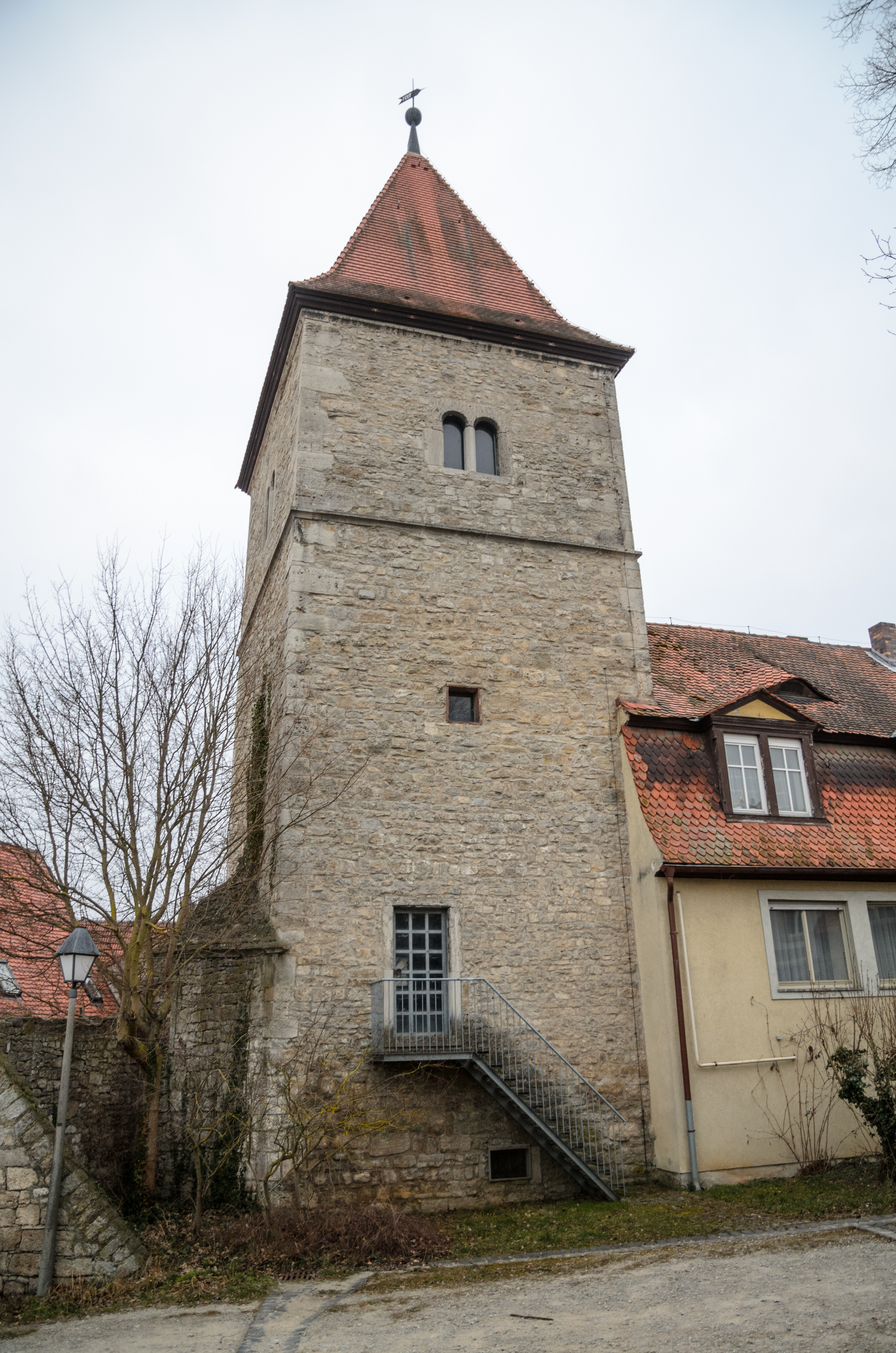
Winterhausen, Turm am Mauritiusplatz

Das Ensemble umfasst zwei am Main einander gegenüberliegende ummauerte Kirchdörfer, die bereits seit dem frühen Mittelalter zusammengehören und ursprünglich den gemeinsamen Namen Ahusen trugen. Aus Reichsgut gelangten sie nach mehrfachem Besitzerwechsel in der ersten Hälfte des 15. Jh. an die Schenken von Limpurg, in deren, bzw. ihrer Rechtsnachfolger, der Grafen Rechteren-Limpurg-Speckfeld Besitz die Herrschaft über die beiden Dörfer blieb, bis sie 1803 mit dem kuriosen Sommerhäuser Krieg an Bayern fiel und mediatisiert wurde.
In ihrer baulichen Gestalt sind beide Dörfer aufeinander abgestimmt, wobei das Schwergewicht auf Sommerhausen liegt, das infolge seiner Südhänge über die besseren Weinlagen verfügt. Dort entwickelte sich das gräfliche Schloss, dessen bauliche Erscheinung im Wesentlichen dem 15./16. Jh. angehört. Beide Orte besaßen bereits um 1300 je zwei Kirchen, davon je eine mit einer kleinen Befestigung einander gegenüberliegend am Main, Maria und Mauritius gewidmet, je eine weitere bergseitig der mainparallelen Hauptstraße, den Heiligen Bartholomäus und Nikolaus gewidmet. Beide mainseitigen Kirchen befinden sich an den Rändern der im 15. Jh. entstehenden Ortsbefestigungen. Während aber in Sommerhausen die Kirche der Ortsbefestigung eingegliedert wurde, blieb sie in Winterhausen außerhalb, wurde profaniert und ist heute Wohnhaus.
Beide Dörfer zeigen die charakteristische Struktur der mittelalterlichen Mainorte: meist herrschaftliche Weingüter bergseitig der mainparallelen Hauptstraße, mit locker bebauten, großen Grundstücken, stattlichen Gebäuden im Erscheinungsbild des 16.–18. Jh., in ortsbeherrschender Lage. Flussseitig dagegen eng aneinandergerückt, in einem System schmaler Gässchen ackerbürgerliche Schiffer- und Fischeranwesen mit kleinteiligen Nebengebäuden. An der Hauptstraße größere Gasthöfe, Häcker- und Handwerkerhäuser und jeweils das Rathaus. Beide Rathäuser wurden um die Mitte oder in der zweiten Hälfte des 16. Jh. errichtet, das Winterhäuser jedoch im 18. Jh. völlig umgeformt. Beide Orte erhielten im 15./16. Jh. Befestigungen mit Mauerring, Mauertürmen, Graben und je drei Toren. Diese Befestigung ist zwar in Sommerhausen besser erhalten, in Winterhausen aber auch klar erkennbar. Beide Orte verfügen schließlich über Mainverlandungen mit Gasthäusern beim Maintor, kleine Flusshäfen und Stationen für die Mainschifffahrt. Die Verbindung zwischen den Dörfern geschah durch eine Fähre für Lasten und einen kleinen, immer bereit stehenden Kahn für Personen. Erst 1897 wurde eine steinerne Brücke mit Zollhäuschen auf der Winterhäuser Seite errichtet, die im Zweiten Weltkrieg wieder zerstört wurde und teilweise als Ruine noch jetzt steht. Wie bereits diese ältere Brücke dient auch die 1969/70 weiter flussabwärts errichtete neue Brücke vor allem auch dem Regionalverkehr Giebelstadt-Kitzingen. Sie begrenzt das Ensemble nach Nordwesten. Die bis auf unauffällige Regulierungsbauten an beiden Mainufern unberührte Ufersituation mit den flussparallelen ehemaligen Treidelwegen und den Maingasthäusern, den weidenbewachsenen toten Mainarmen, wurde durch die Umgehungsstraße auf der Sommerhäuser Seite gestört, wodurch auch die Zusammengehörigkeit der beiden Orte eine schwere Beeinträchtigung erfuhr. Zum Ensemble gehört auch das Sommerhausen unmittelbar gegenüberliegende, weitgehend unbebaut gebliebene Landstück. Aktennummer: E-6-79-187-1.

## Ortsbefestigung Winterhausen
Die ehemalige Marktbefestigung aus dem 15. Jahrhundert ist etwa im Quadrat das Ortsgebiet einfassend, mit sieben erhaltenen Schalentürmen, unter Einbeziehung des Kirchhofs. Sie ist heute teilweise abgetragen oder verbaut, in ihrer Gesamtführung jedoch noch gut erkennbar. Aufrechtstehende Teile mit Schalentürmen gibt es noch entlang dem Dözel und dem Kirchberg. Nach Süden (Alte Brückenstraße) und Osten (Fährweg) ist der Ortsmauer ein Hochwasserwall vorgelagert, mit einem verschließbaren Zugang zur Maingasse. Zwischen Hochwasserwall und den Resten der Ortsmauer ist der ehemalige Grabenbereich der Ortsbefestigung mit Gärten besetzt. Aktennummer: D-6-79-206-1.
- Dözel, Alte Brückenstraße 5, 7 (Lage): Mauerzug der Ortsbefestigung
- Dözel, Alte Brückenstraße 11 (Lage): Mauerzug der Ortsbefestigung mit Halbschalenturm
- Dözel, Alte Brückenstraße 13, 15 (Lage): Mauerzug der Ortsbefestigung mit Halbschalenturm
- Dözel, Fährweg (Lage): Mauerzug der Ortsbefestigung
- Lange Gasse 20 (Lage): Mauerzug der Ortsbefestigung
- Hintere Gasse 12 (Lage): in Haus verbauter Mauerzug der Ortsbefestigung
- Hintere Gasse 13 (Lage): in Haus verbauter Mauerzug der Ortsbefestigung mit Halbschalenturm
- Hintere Gasse 1 (Lage): Mauerzug der Ortsbefestigung mit Halbschalenturm
- Kirchberg (Lage): Mauerzug der Ortsbefestigung mit Halbschalenturm, entlang der Gasse
- Bucksweg (Lage): Mauerzug der Ortsbefestigung mit Halbschalenturm, entlang der Gasse

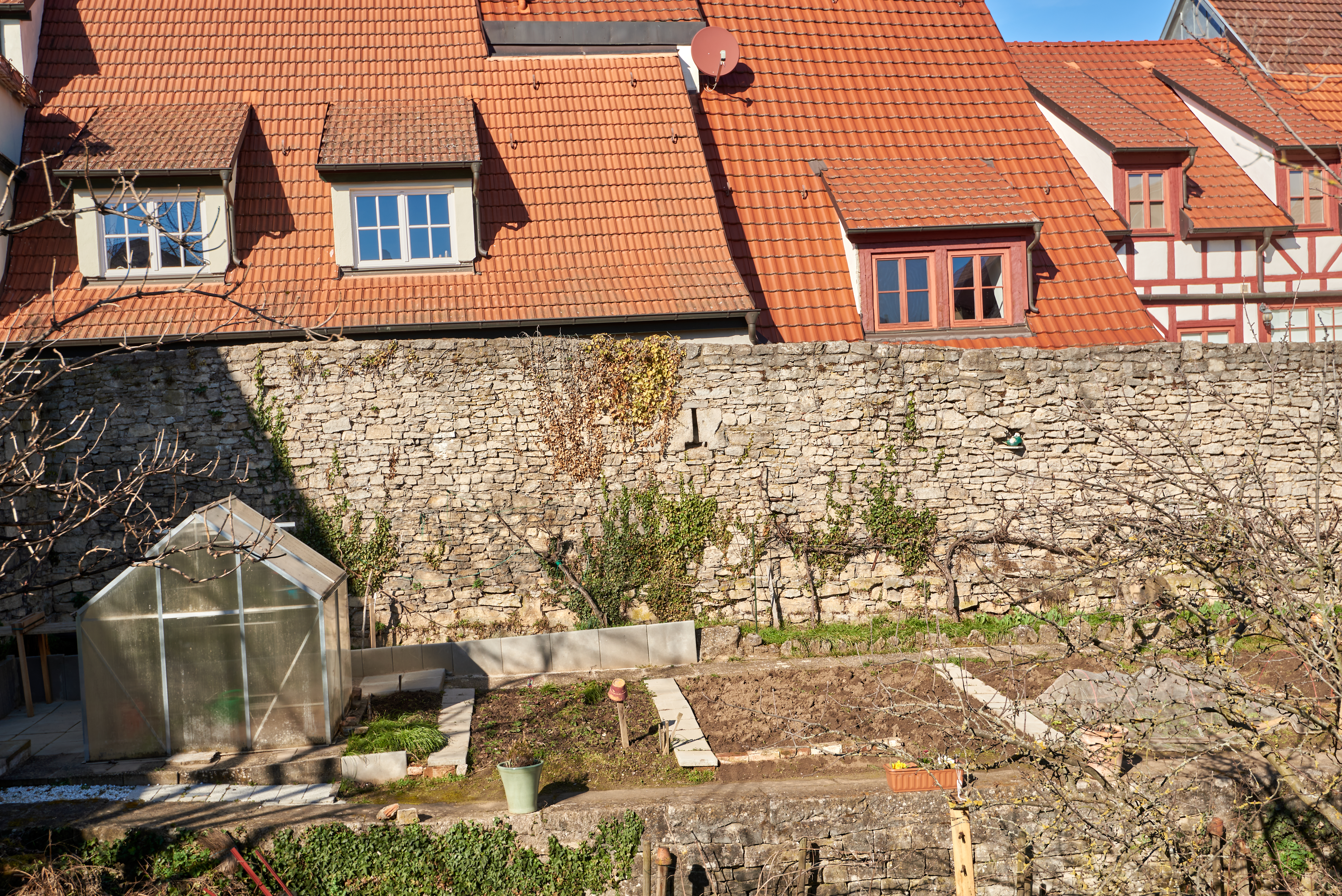
Alte Brückenstraße 9
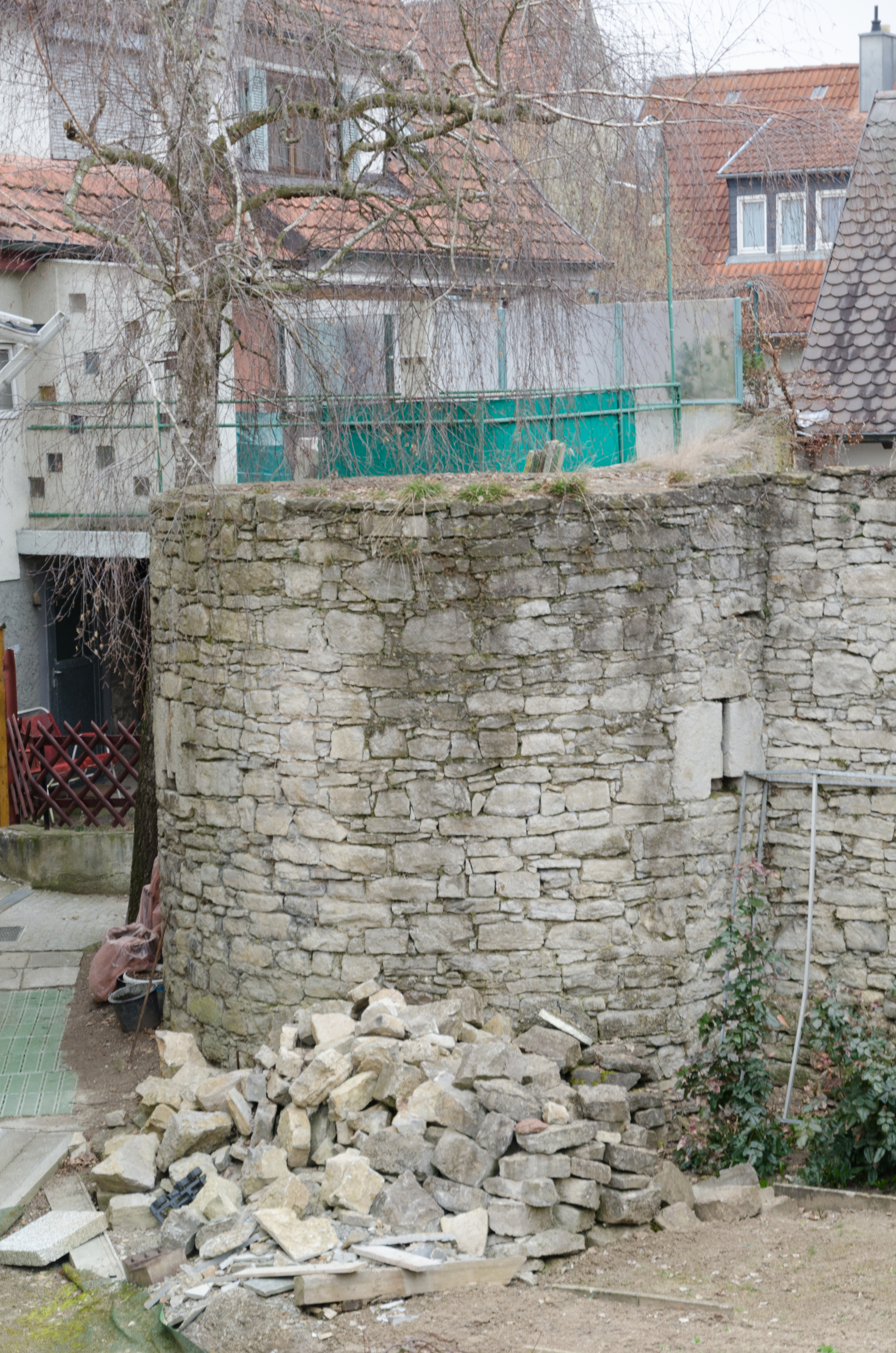
Alte Brückenstraße 15
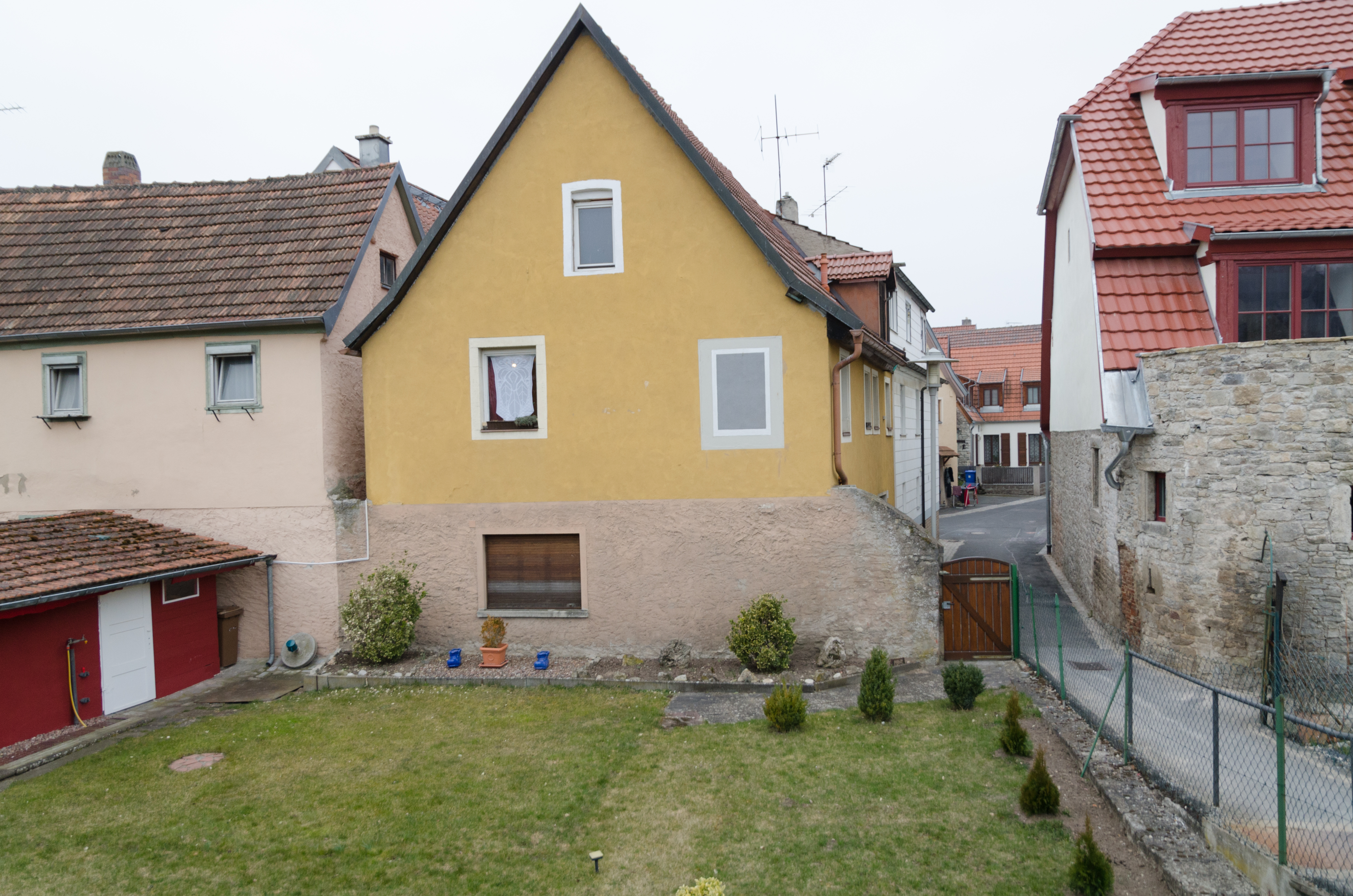
Hintere Gasse 12
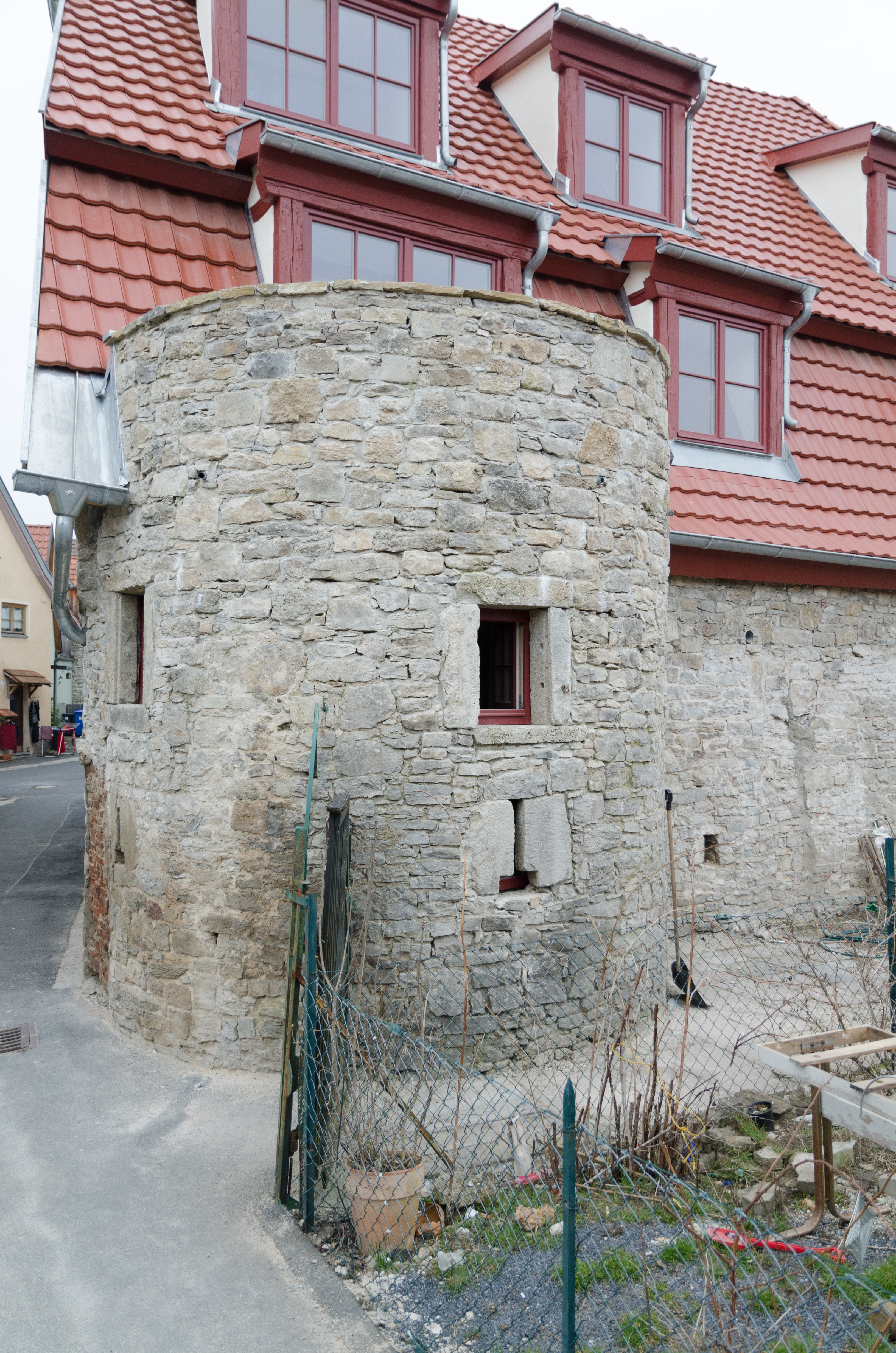
Hintere Gasse 13
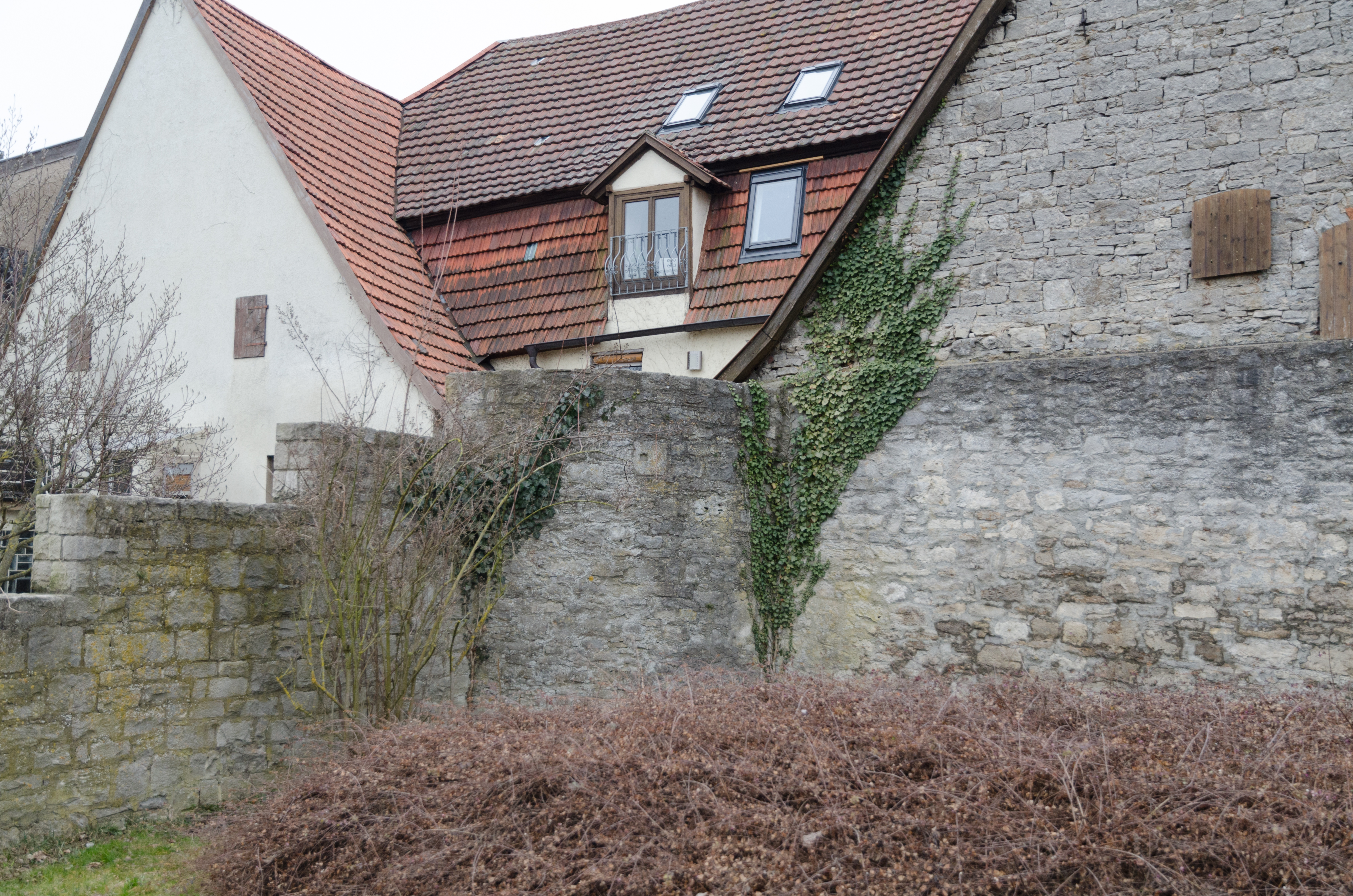
Hintere Gasse 1
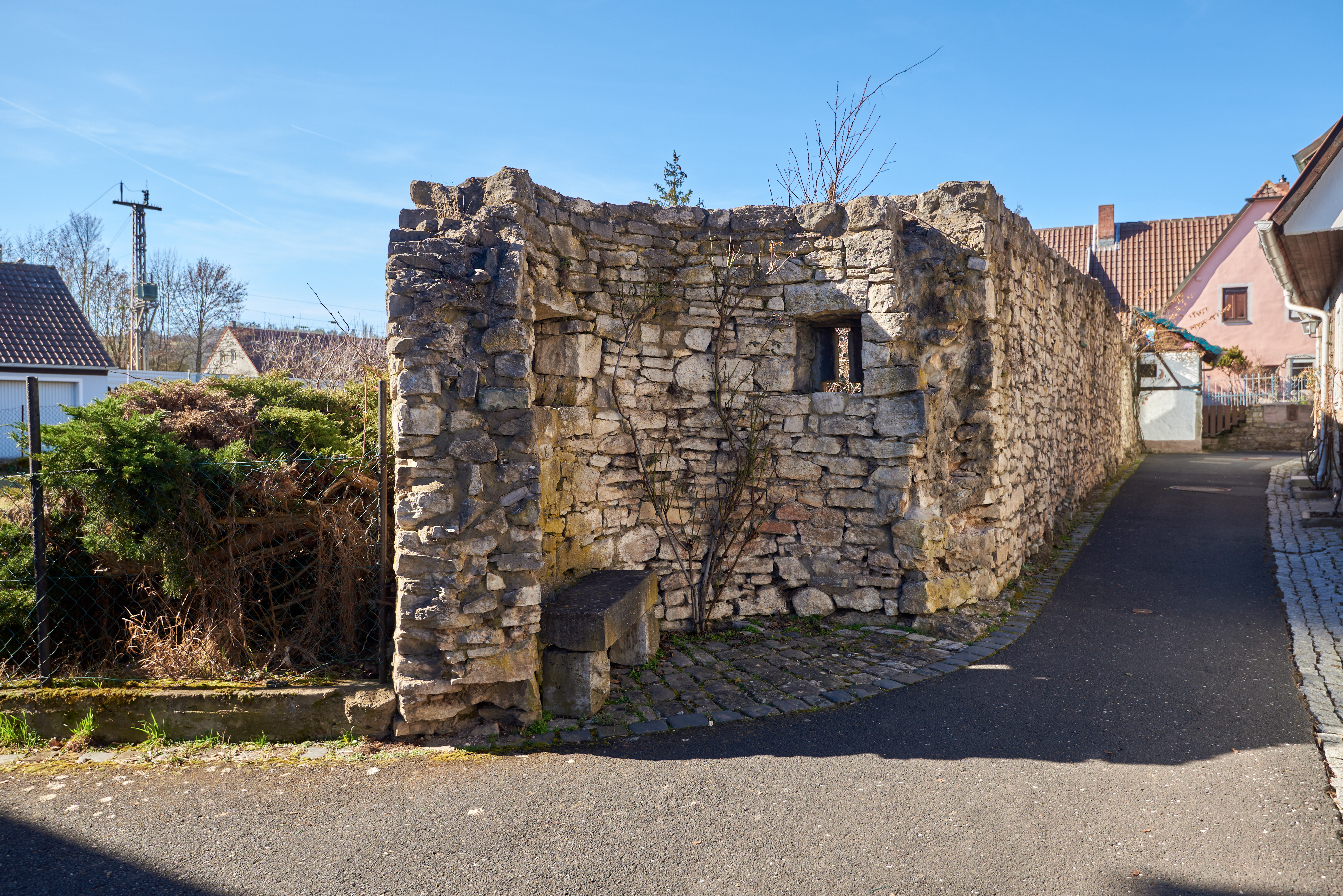
Bucksweg
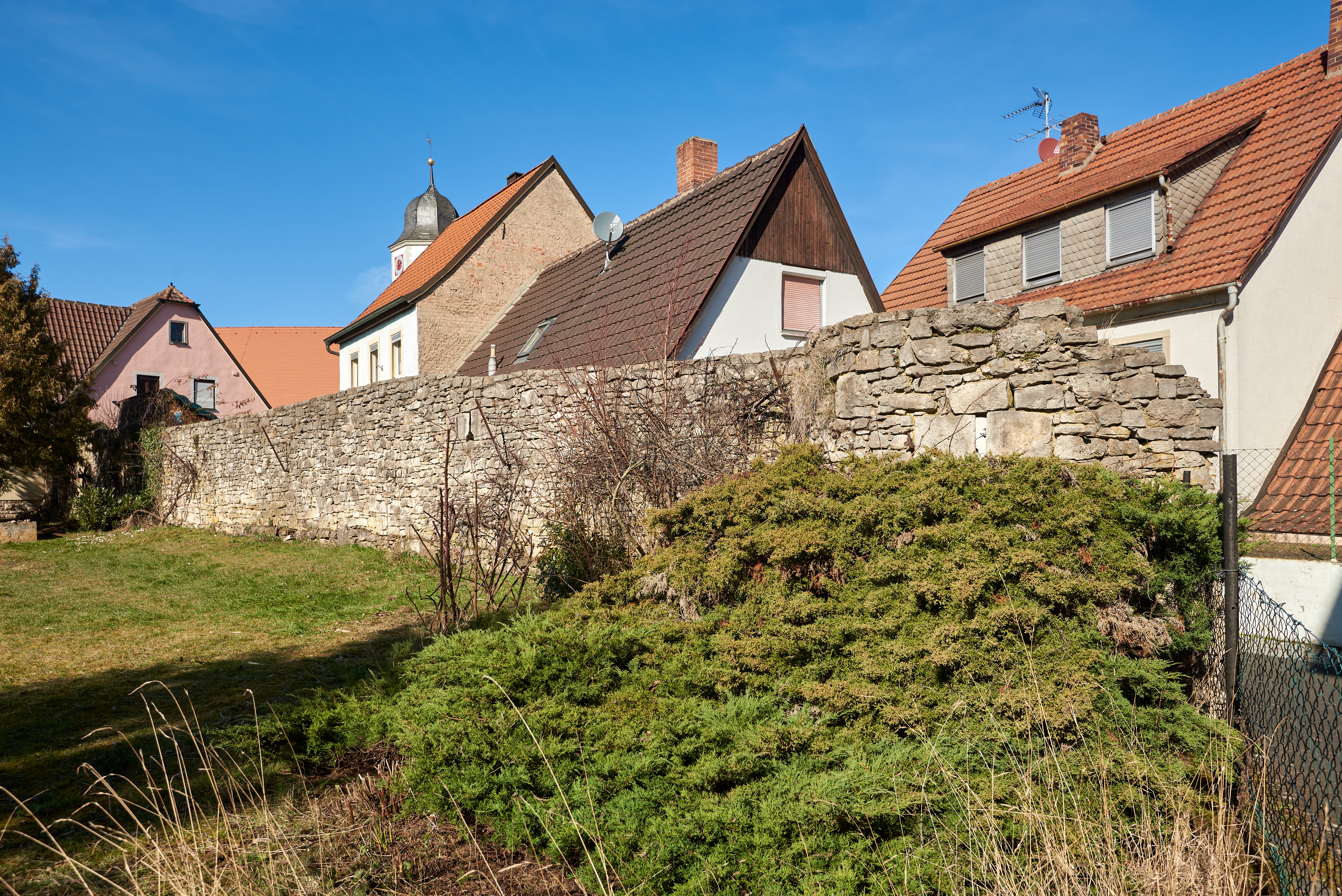
Bucksweg
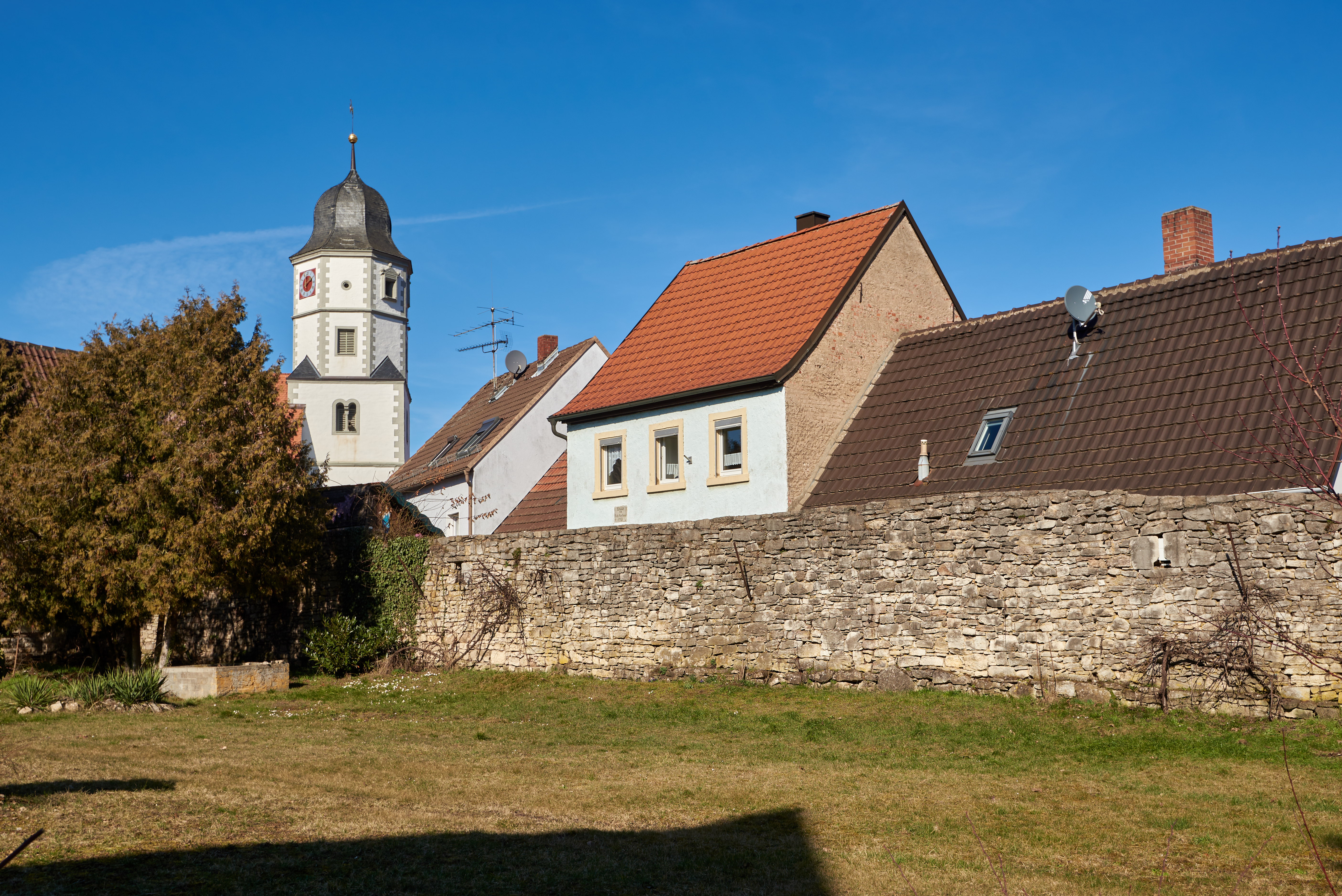
Bucksweg
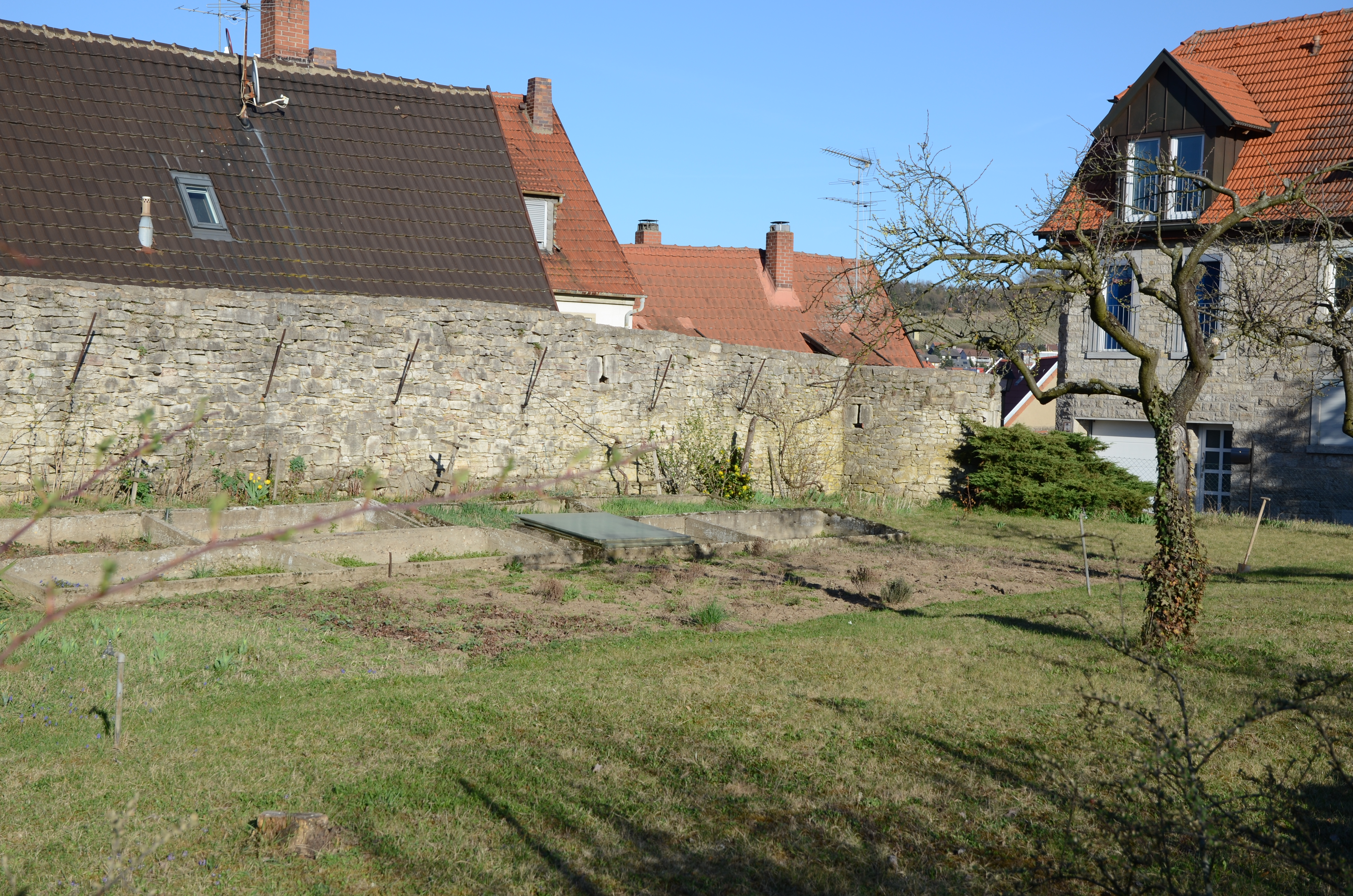
Am Kirchberg

## Baudenkmäler
| Lage                                                          | Objekt                                                                                | Beschreibung | Akten-Nr.      | Bild           |
| ------------------------------------------------------------- | ------------------------------------------------------------------------------------- | --- | -------------- | -------------- |
| Äußere Gasse 5 (Standort)                                     | Wohngebäude                                                                           | Zweigeschossiger Satteldachbau mit verputztem Fachwerkoberstock mit geohrten Fensterrahmungen, 17./18. Jahrhundert | D-6-79-206-7   | weitere Bilder |
| Alte Brückenstraße 1 (Standort)                               | Wohngebäude                                                                           | Walmdachbau in Ecklage, Bruchsteinmauerwerk, 1. Hälfte 19. Jahrhundert | D-6-79-206-4   | weitere Bilder |
| Alte Brückenstraße 12 (Standort)                              | Pforte                                                                                | Geohrtes Gewände mit Architrav und Inschrift, bezeichnet mit 1755 | D-6-79-206-5   | weitere Bilder |
| Bahnberg 9 (Standort)                                         | Bahnhofempfangsgebäude                                                                | Zweigeschossiger Bruchsteinmauerwerksbau mit Satteldach, Hausteingliederungen und hölzerner Vorhalle, um 1865 | D-6-79-206-8   | weitere Bilder |
| Bahnberg 9 (Standort)                                         | Verladehalle                                                                          | Eingeschossiger Bruchsteinmauerwerksbau mit Satteldach und Hausteingliederung, gleichzeitig | D-6-79-206-8   | BW             |
| Fährweg 3 (Standort)                                          | Ehemalige Brauerei                                                                    | Zweigeschossiger Bruchsteinmauerwerksbau mit Walmdach und Hausteingliederung, 1. Hälfte 19. Jahrhundert | D-6-79-206-13  | weitere Bilder |
| Fährweg 12 (Standort)                                         | Ehemaliges Wohnwirtschaftsgebäude                                                     | Zweigeschossiger, verputzter Satteldachbau mit Fachwerkoberstock sowie zweigeschossigem, östlichen Anbau mit Rundbogenpforte und Fachwerkobergeschoss, 17./18. Jahrhundert                                                                                | D-6-79-206-14  | weitere Bilder |
| Fährweg 14 (Standort)                                         | Gasthaus zum Schiff                                                                   | Zweigeschossiger Satteldachbau mit verputztem Fachwerkoberstock, bezeichnet mit 1781, im 19. Jahrhundert verändert | D-6-79-206-15  | weitere Bilder |
| Fuchsstadter Straße (Standort)                                | Friedhof                                                                              | Ummauerte Anlage mit historischem Kern nördlich und südlich der Pfarrkirche St. Nikolaus, mit Grabdenkmälern des 18.–20. Jahrhunderts | D-6-79-206-3   | weitere Bilder |
| Fuchsstadter Straße (Standort)                                | Friedhofskreuz                                                                        | Kruzifix auf Postament, Sandstein, neugotisch, 1862 | D-6-79-206-3   | weitere Bilder |
| Gänglein 4 (Standort)                                         | Türgewände                                                                            | Leicht geohrt, am Schlussstein bezeichnet mit 1799 | D-6-79-206-16  | weitere Bilder |
| Gänglein 5 (Standort)                                         | Ehemaliges Wohnwirtschaftsgebäude                                                     | Zweigeschossiger Massivbau mit verputztem Fachwerkgiebel und einseitig abgeschlepptem Satteldach, 18./19. Jahrhundert | D-6-79-206-17  | weitere Bilder |
| Häckergasse 1 (Standort)                                      | Pforte                                                                                | Rest einer ehemaligen Hoftoranlage, bezeichnet mit 1802 | D-6-79-206-18  | weitere Bilder |
| Häckergasse 4 (Standort)                                      | Hoftoranlage                                                                          | Mit separater Pforte, frühes 19. Jahrhundert | D-6-79-206-19  | weitere Bilder |
| Häckergasse 7 (Standort)                                      | Haustür                                                                               | Geschnitztes Türblatt und Türgewände, letzteres bezeichnet mit 1833 | D-6-79-206-20  | weitere Bilder |
| Hauptstraße 1 (Standort)                                      | Wohngebäude                                                                           | Zweigeschossiges Eckgebäude mit verputztem Fachwerkobergeschoss, westliche Traufseite mit Mansarddach, bezeichnet mit 1818 | D-6-79-206-21  | weitere Bilder |
| Hauptstraße 3 (Standort)                                      | Wohngebäude                                                                           | schmaler, zweigeschossiger Satteldachbau, Obergeschoss verputztes Fachwerk, 17./18. Jahrhundert | D-6-79-206-22  | weitere Bilder |
| Hauptstraße 6 (Standort)                                      | Wohngebäude                                                                           | langgestreckter, zweigeschossiger Satteldachbau, Obergeschoss verputztes Fachwerk, mit geohrten Fensterrahmungen, 17./18. Jahrhundert, Umbau bezeichnet 1819                                                                                              | D-6-79-206-23  | weitere Bilder |
| Hauptstraße 7 (Standort)                                      | Wohngebäude                                                                           | zweigeschossiger, verputzter Satteldachbau mit Fachwerkoberstock und geohrten Fensterrahmungen, bezeichnet 1727 | D-6-79-206-24  | weitere Bilder |
| Hauptstraße 7 (Standort)                                      | Hofeinfahrt                                                                           | rundbogiges Tor mit separater Pforte, bezeichnet 1761 | D-6-79-206-24  | weitere Bilder |
| Hauptstraße 8 (Standort)                                      | Wohngebäude                                                                           | zweigeschossiger, verputzter Halbwalmdachbau, Obergeschoss Fachwerk, im Kern 17. Jahrhundert | D-6-79-206-25  | weitere Bilder |
| Hauptstraße 8 (Standort)                                      | Wappensteine                                                                          | | D-6-79-206-25  | weitere Bilder |
| Hauptstraße 10, Bucksweg 3 a (Standort)                       | Wohnhaus                                                                              | Ehemaliges Wohnwirtschaftsgebäude, zweigeschossiger, verputzter Satteldachbau, im Kern um 1700, Fassade mit stichbogigen Fenstern um 1870, mit westlichen Teil als bruchsteinsichtiger Scheune mit Satteldach, um 1800                                    | D-6-79-206-60  | weitere Bilder |
| Hauptstraße 10, Bucksweg 3 a (Standort)                       | Einfriedung                                                                           | Bruchstein, 18./19. Jahrhundert | D-6-79-206-60  | BW             |
| Hauptstraße 11 (Standort)                                     | Wohngebäude                                                                           | Zweigeschossiger Eckbau mit verputztem Fachwerkobergeschoss, westliche Traufseite mit Mansarddach, 18. Jahrhundert, leicht modernisiert, 20. Jahrhundert                                                                                                  | D-6-79-206-27  | weitere Bilder |
| Hauptstraße 15 (Standort)                                     | Wohngebäude                                                                           | Zweigeschossiger Eckbau mit Satteldach und geohrten Fensterrahmungen, Obergeschoss teilweise verputztes Fachwerk, bezeichnet mit 1756 | D-6-79-206-28  | weitere Bilder |
| Hauptstraße 15 (Standort)                                     | Hofeinfahrt                                                                           | korbbogig, gleichzeitig | D-6-79-206-28  | weitere Bilder |
| Hauptstraße 20 (Standort)                                     | Wohngebäude                                                                           | Zweigeschossiger Bruchsteinmauerwerksbau mit Hausteingliederung und Mansardwalmdach, um 1800 | D-6-79-206-29  | weitere Bilder |
| Hintere Gasse 7 (Standort)                                    | Portalgewände                                                                         | Bezeichnet mit 1721 | D-6-79-206-31  | weitere Bilder |
| Kirchberg (Standort)                                          | Ehemalige Nikolauskapelle, seit 1463 evangelisch-lutherische Pfarrkirche St. Nikolaus | Saalbau mit eingezogenem Chor und Chorturm mit Glockendach, Turmunterbau romanisch, 1. Hälfte 13. Jahrhundert, Aufbau von 1573, Langhaus spätgotisch, 1497; mit Ausstattung                                                                               | D-6-79-206-2   | weitere Bilder |
| Kirchberg (Standort)                                          | Kirchhofmauer                                                                         | Bruchsteinmauerwerk, mit Grabdenkmälern des 17.–19. Jahrhunderts, wohl 13./14. Jahrhundert | D-6-79-206-2   | weitere Bilder |
| Kirchberg (Standort)                                          | Ölberggruppe                                                                          | Sandstein, 15. Jh. | D-6-79-206-2   | weitere Bilder |
| Kirchberg (Standort)                                          | Kriegerdenkmal, für die Gefallenen von 1870/71                                        | pyramidenstumpfartiger Aufsatz mit Eisernem-Kreuz-Relief, über Postament, bez. 1895 | D-6-79-206-2   | weitere Bilder |
| Kirchberg (Standort)                                          | Freitreppe                                                                            | bezeichnet 1803 | D-6-79-206-2   | weitere Bilder |
| Kirchgasse 2 (Standort)                                       | Wohngebäude                                                                           | Zweigeschossiger Satteldachbau, im Obergeschoss mit Zierfachwerk, Erdgeschoss stark überformt,17. Jahrhundert | D-6-79-206-36  | weitere Bilder |
| Kirchgasse 3 (Standort)                                       | Wohngebäude                                                                           | Zweigeschossiger, verputzter Satteldachbau mit Fachwerkoberstock, bezeichnet mit 1517 | D-6-79-206-37  | weitere Bilder |
| Kirchgasse 5 (Standort)                                       | Wohngebäude                                                                           | Zweigeschossiger Satteldachbau, Obergeschoss und Giebel mit Zierfachwerk, 17. Jahrhundert | D-6-79-206-38  | weitere Bilder |
| Kirchgasse 9 (Standort)                                       | Wohngebäude                                                                           | Zweigeschossiger Satteldachbau, mit verputztem Fachwerkobergeschoss und geohrten Fensterrahmungen, 18. Jahrhundert | D-6-79-206-39  | weitere Bilder |
| Kirchgasse 14 (Standort)                                      | Wohngebäude                                                                           | Zweigeschossiger, verputzter Satteldachbau mit Fachwerkoberstock, im Kern 16./17. Jahrhundert | D-6-79-206-40  | weitere Bilder |
| Lange Gasse 2 (Standort)                                      | Wohngebäude                                                                           | zweigeschossiger, verputzter Walmdachbau mit Fachwerkobergeschoss, geohrten Fensterrahmungen sowie Westseite mit Mansarddachabschluss des 19. Jh. und südlichem, zweigeschossigen Anbau mit Satteldach und Fachwerkobergeschoss, wohl 17./18. Jahrhundert | D-6-79-206-62  | BW             |
| Lange Gasse 4 (Standort)                                      | Wohngebäude                                                                           | Zweigeschossiger, verputzter Mansarddachbau mit Fachwerkobergeschoss, im Kern wohl 18. Jahrhundert, bezeichnet mit 1825 | D-6-79-206-41  | weitere Bilder |
| Lange Gasse 10 (Standort)                                     | Wohngebäude                                                                           | Zweigeschossiger, verputzter Satteldachbau mit Fachwerkobergeschoss und geohrten Fensterrahmungen, 18. Jahrhundert, mit älterem Kern | D-6-79-206-42  | weitere Bilder |
| Lange Gasse 15 (Standort)                                     | Ehemaliges Wohnwirtschaftsgebäude                                                     | Zweigeschossiger, verputzter Mansardwalmdachbau, wohl mit Fachwerkobergeschoss, bezeichnet mit 1819 und 1828, mit älterem Kern | D-6-79-206-43  | weitere Bilder |
| Maingasse 1 (Standort)                                        | Ackerbürgeranwesen, Wohngebäude                                                       | zweigeschossiger, verputzter Satteldachbau mit Fachwerkobergeschoss sowie schmalerem zweigeschossigem Vorbau mit Zierfachwerk, 17. Jahrhundert | D-6-79-206-44  | weitere Bilder |
| Maingasse 1 (Standort)                                        | Ackerbürgeranwesen, ehemaliges Austragshaus                                           | zweigeschossiger, verputzter Satteldachbau mit Fachwerkoberstock, 17. Jahrhundert | D-6-79-206-44  | BW             |
| Maingasse 1 (Standort)                                        | Ackerbürgeranwesen, Scheune                                                           | verputzter Satteldachbau mit Fachwerkgiebel, nördliche Traufseite mit Mansarddach, bezeichnet mit 1829 | D-6-79-206-44  | BW             |
| Maingasse 1 (Standort)                                        | Ackerbürgeranwesen, Hoftoranlage                                                      | 19. Jahrhundert | D-6-79-206-44  | BW             |
| Mauritiusplatz 1 (Standort)                                   | Ehemaliges Schulgebäude                                                               | Zweigeschossiger, verputzter Satteldachbau mit Treppengiebel und westlichem, zweigeschossigem Anbau mit Satteldach und Fachwerkgiebel wohl des 19. Jahrhunderts, Hauptgebäude im Kern von 1493, später mehrfach verändert                                 | D-6-79-206-45  | weitere Bilder |
| Mauritiusplatz 6 (Standort)                                   | Inschriftentafel                                                                      | Sandstein, bezeichnet mit 1785 | D-6-79-206-47  | BW             |
| Mauritiusplatz 7 (Standort)                                   | Ehemalige Pfarrkirche St. Mauritius                                                   | Profaniert, ehemalige Chorturmkirche, bzw. Saalbau mit eingezogenem Chor, 2. Hälfte 13. Jahrhundert, das ehemalige Langhaus zu eingeschossigem, verputztem Wohnhaus mit Mansardkrüppelwalmdach umgebaut, 19./20. Jahrhundert                              | D-6-79-206-48  | weitere Bilder |
| Mauritiusplatz 8 (Standort)                                   | Ehemalige Mühle, sogenannte Trunkmühle                                                | Zweigeschossiger Bruchsteinmauerwerksbau mit nördlichem, eingeschossigen Vorbau, im Kern 1544, später verändert und nach Norden erweitert, 19. Jahrhundert                                                                                                | D-6-79-206-49  | weitere Bilder |
| Mauritiusplatz 10 (Standort)                                  | Ehemaliges Brückenzollhaus                                                            | Kleiner Bruchsteinmauerwerksbau mit Schopfwalmdach und Hausteingliederung, historistisch, bezeichnet mit 1896 | D-6-79-206-50  | weitere Bilder |
| Mittlere Gasse 2 (Standort)                                   | Wohngebäude                                                                           | Kleiner, zweigeschossiger Satteldachbau mit auskragendem, verputztem Fachwerkobergeschoss und Zwerchhaus, im Kern 17. Jahrhundert | D-6-79-206-51  | weitere Bilder |
| Mittlere Gasse 8 (Standort)                                   | Wohngebäude                                                                           | Zweigeschossiger, verputzter Fachwerkbau mit Satteldach und geohrten Fensterrahmungen, im Kern 1565, im 18. Jahrhundert verändert | D-6-79-206-52  | weitere Bilder |
| Rathausplatz 1 (Standort)                                     | Ehemaliges Wachgebäude                                                                | Kleiner, eingeschossiger Massivbau mit Walmdach über hohem Sockelgeschoss, um 1800 | D-6-79-206-53  | weitere Bilder |
| Rathausplatz 2 (Standort)                                     | Rathaus                                                                               | Zweigeschossiger Massivbau über hohem Sockelgeschoss, mit Satteldach und reicher Barockgliederung, bezeichnet mit 1738 bis 1739 | D-6-79-206-54  | weitere Bilder |
| Rathausplatz 4 (Standort)                                     | Wohngebäude                                                                           | Zweigeschossiger Satteldachbau, Obergeschoss und Giebel mit Zierfachwerk, 17. Jahrhundert | D-6-79-206-55  | weitere Bilder |
| Rathausplatz 5 (Standort)                                     | Wohngebäude                                                                           | Zweigeschossiger, verputzter Satteldachbau über hohem Sockelgeschoss, im Kern 18. Jahrhundert, am geohrten Türgewände bezeichnet mit 1745 | D-6-79-206-56  | weitere Bilder |
| Rathausplatz 6 (Standort)                                     | Ehemaliges Wohnwirtschaftsgebäude, bzw. Doppelwohnhaus                                | Zweigeschossiger, verputzter Satteldachbau, 18./19. Jahrhundert, im Kern älter, stark überformt | D-6-79-206-57  | weitere Bilder |
| Schulhof 1 (Standort)                                         | Ehemalige Schule                                                                      | Zweigeschossiger Bruchsteinmauerwerksbau mit Walmdach, Hausteingliederung sowie westlichem zweigeschossigem Anbau mit Satteldach, spätklassizistisch, um 1880/90                                                                                          | D-6-79-206-58  | weitere Bilder |
| Unterer Wiesenweg (am Mainufer gegenüber dem Klärwerk) ()     | Verbotsstein für Leinreiter                                                           | Mitte 19. Jahrhundert nicht nachqualifiziert, im Bayerischen Denkmal-Atlas nicht kartiert | D-6-79-206-59  |                |
| Bahnstrecke Treuchtlingen – Würzburg (bei Bahn-km 127,369) () | Plattendurchlass                                                                      | 1864 | D-6-79-206-113 |                |

## Abgegangene Baudenkmäler
In diesem Abschnitt sind Objekte aufgeführt, die früher einmal in der Denkmalliste eingetragen waren, jetzt aber nicht mehr existieren, z. B. weil sie abgebrochen wurden. Aktennummern in diesem Abschnitt sind ehemalige, jetzt nicht mehr gültige Aktennummern.

| Lage                        | Objekt      | Beschreibung                                                                                    | Akten-Nr.     | Bild           |
| --------------------------- | ----------- | ----------------------------------------------------------------------------------------------- | ------------- | -------------- |
| Mauritiusplatz 2 (Standort) | Wohngebäude | Zweigeschossiger Satteldachbau in Ecklage, mit verputztem Fachwerkobergeschoss, 18. Jahrhundert | D-6-79-206-46 | weitere Bilder |
| Mauritiusplatz 2 (Standort) | Hofeinfahrt | Bezeichnet mit 1849                                                                             | D-6-79-206-46 | weitere Bilder |